# Colpodium variegatum
Colpodium variegatum là một loài thực vật có hoa trong họ Hòa thảo. Loài này được (Boiss.) Boiss. ex Griseb. mô tả khoa học đầu tiên năm 1852.